# Alfa Romeo Iguana
De Alfa Romeo Iguana is een conceptauto uit 1969 van het Italiaanse automerk Alfa Romeo. De wagen werd ontworpen door Giorgetto Giugiaro van ItalDesign.
De wagen werd officieel voorgesteld op het Autosalon van Turijn in 1969. Het was het eerste Alfa Romeo-model dat door Giugiaro ontworpen werd nadat hij zijn eigen ontwerpbedrijf gestart was. De Iguana was gebaseerd op de Alfa Romeo 33 Stradale. De wagen ging nooit in productie, het bleef bij een prototype. Bepaalde designkenmerken kwamen echter wel terug in het latere werk van Giugiaro: het dakframe en de dakstijlen waren afgewerkt in geborsteld staal, een behandeling die Giugiaro later ook voor de DeLorean DMC-12 toepaste.
De Iguana werd aangedreven door de 2,0-liter V8-motor uit de Alfa Romeo 33 Stradale, gekoppeld aan een manuele zesversnellingsbak. Met een vermogen van 230 pk was deze motor goed voor een topsnelheid van 260 km/u. Later kreeg de wagen de meer beschaafde 2,6-liter V8 motor uit de Montreal die een vermogen van 200 pk leverde.